# Asante Samuel Jr.
Asante Samuel Jr. (Tallahassee, 3 ottobre 1999) è un giocatore di football americano statunitense che milita nel ruolo di cornerback per i Los Angeles Chargers della National Football League.

## Carriera
Samuel fu scelto nel corso del secondo giro (47º assoluto) nel Draft NFL 2021 dai Los Angeles Chargers. Debuttò come professionista partendo come titolare nella gara della settimana 1 vinta contro il Washington Football Team. La settimana successiva fece registrare il primo intercetto in carriera su Dak Prescott dei Dallas Cowboys, venendo premiato come miglior rookie della settimana. Alla fine di settembre vinse il premio di rookie difensivo del mese in cui fece registrare 11 placcaggi, 2 intercetti e 4 passaggi deviati. La sua stagione si chiuse con 41 tackle e 2 intercetti in 12 presenze, tutte come titolare.
Nel primo turno dei playoff 2022 Samuel divenne il primo giocatore della storia a mettere a segno 3 intercetti nel primo turno tempo in una gara di post-season. I Chargers tuttavia sprecarono un vantaggio di 27-0 e uscirono sconfitti dai Jacksonville Jaguars per 31-30.
Nel quarto turno della stagione 2023 Samuel mise a segno l'intercetto decisivo nel finale del quarto periodo sul rookie Aidan O'Connell, permettendo ai Chargers di battere i Las Vegas Raiders.

## Palmarès
- Rookie difensivo del mese: 1

settembre 2021
- Rookie della settimana: 2

2ª e 3ª del 2021

## Vita privata
Samuel è figlio dell'ex cornerback della NFL Asante Samuel.